# Western-Air-Lines-Trip 1
Der Western-Air-Lines-Trip 1 war ein inländischer Linienflug der Western Air Lines von Salt Lake City, Utah nach Burbank, Kalifornien mit einem planmäßigen Zwischenstopp Las Vegas, Nevada. Am 15. Dezember 1942 ereignete sich auf diesem Flug ein schwerer Unfall, als die an diesem Tag eingesetzte Maschine des Typs Douglas DC-3A-191 nach einem abrupten Flugmanöver in der Luft auseinanderbrach und zu Boden stürzte. Bei dem Unfall wurden 17 der 19 Personen an Bord getötet.

## Maschine
Das betroffene Flugzeug war eine 1936 gebaute, zivile Douglas DC-3A-191 mit der Werknummer 1900. Die Maschine wurde im Dezember 1936 an die United Air Lines ausgeliefert und erhielt in diesem Zuge das Luftfahrzeugkennzeichen NC16060. Im Mai 1938 übernahm Western Air Lines die Maschine. Die Maschine war für 21 Passagiere und eine vierköpfige Besatzung konfiguriert. Das zweimotorige Mittelstreckenflugzeug wurde von zwei Doppelsternmotoren Pratt & Whitney R-1830-92 Twin Wasp mit je 1.200 PS Leistung angetrieben. Seit ihrer Inbetriebnahme hatte die Maschine 14.773 Betriebsstunden absolviert, davon 3.266 Betriebsstunden seit der letzten großen Wartung.

## Passagiere und Besatzung
Die Besatzung der Maschine bestand aus dem Flugkapitän Edward John Loeffler, dem Ersten Offizier James Clifton Lee, dem auszubildenden Zweiten Offizier Douglas Mortimer Soule und der Flugbegleiterin Cleo Lorraine Booth. Kapitän Loeffler gehörte seit dem 11. Juli 1940 Western Air Lines an. Seine Flugerfahrung belief sich auf 2885 Flugstunden gesamt, wovon er 2051 Flugstunden in der Douglas DC-3 absolviert hatte, darunter 533 Flugstunden in der Funktion der Flugkapitäns und 1518 Flugstunden in der Funktion des Ersten Offiziers. Der Erste Offizier Lee arbeitete seit dem 31. August 1942 für Western Air Lines. Er verfügte über 596 Stunden Flugerfahrung, wovon er 126 Stunden als Erster Offizier für Western Air Lines absolviert hatte. Der auszubildende Erste Offizier Soule verfügte über 537 Stunden Flugerfahrung, wovon er 11 Stunden bei Western Air Lines abgeleistet hatte. Die Flugbegleiterin Booth gehörte seit dem 7. April 1942 der Fluggesellschaft an.

## Unfallhergang
Die Maschine hob nachts um 01:05 Uhr Ortszeit vom Flughafen Salt Lake City zum Flug nach Burbank mit einem planmäßigen Zwischenstopp in Las Vegas ab. Der erste und einzige Funkspruch der Maschine war um 01:07 Uhr die Meldung "off the field at Salt Lake at 1:05 a.m." an den Funk- und Abfertigungsbeauftragten von Western Air Lines. Die Maschine stieg dann auf ihre Reiseflughöhe von 10.200 Fuß. In dieser Flughöhe kam es zu einem plötzlichen Kontrollverlust, wobei die Maschine um 01:22 Uhr zu Boden stürzte.
Als weder weitere Funkmeldungen von der Besatzung eingingen, noch die Maschine am Flughafen in Las Vegas eintraf, wurde eine Suche nach der Maschine eingeleitet. In den Morgenstunden konnte diese gesichtet werden, und um 11:25 Uhr erreichten Rettungsmannschaften die Maschine. Sie fanden zwei schwer verletzte Passagiere vor und konnten nur den Tod der übrigen 17 Personen an Bord feststellen.

## Ursache
Das Civil Aeronautics Board (CAB) übernahm nach dem Unfall die Ermittlungen zur Unfallursache. Aus den Wrackteilen und ihrer Positionen konnten die Ermittler schließen, dass bereits in der Luft Teile der Tragflächen und Höhenflossen von der Maschine abgebrochen waren. Die Ermittler konnten feststellen, dass in einer Höhe von 10.200 Fuß die linke Tragflächenspitze, womöglich gar beide Tragflächenspitzen ebenso versagten, wie die Endspitzen der Höhenflossen. Hierzu sei es gekommen, als die Maschine schlagartig hochgezogen wurde, woraufhin die Flugzeugstruktur überlastet wurde. Es konnte nicht zweifelsfrei festgestellt werden, ob das abrupte Manöver durch die Besatzung vollzogen wurde oder ob andere Kräfte auf die Maschine einwirkten. Da keine plausiblen Hinweise für eine alternative Theorie gefunden werden konnten, wurde angenommen, dass das Manöver durch ein Besatzungsmitglied eingeleitet wurde, möglicherweise, um die Kollision mit einem Vogel, einem anderen Flugzeug oder einem anderen Objekt, das die Piloten sahen oder glaubten, gesehen zu haben, zu verhindern. Es konnte ferner festgestellt werden, dass der Kapitän sich zum Unfallzeitpunkt nicht in seinem Sitz befunden hatte. Die Maschine wurde vom Ersten Offizier und dem auszubildenden Ersten Offizier gesteuert.